# 1972年夏季残疾人奥林匹克运动会意大利代表团
1972年夏季残疾人奥林匹克运动会意大利代表团是意大利派出的1972年夏季残疾人奥林匹克运动会代表团。获得8枚金牌、4枚银牌和15枚铜牌。